# Algemene verkiezingen in Liberia (1867)

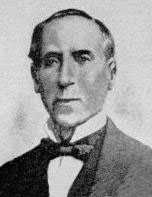
President James Spriggs Payne.

De algemene verkiezingen in Liberia van 1867 werden in mei van dat jaar gehouden en gewonnen door James Spriggs Payne van de Republican Party. Hij nam het op tegen Edward James Roye van de Opposition Party. De uitslagen lagen zo dicht bij elkaar dat het Huis van Afgevaardigden een winnaar moest aanwijzen.